# Alberite
Alberite är en kommun i Spanien. Den ligger i den autonoma regionen La Rioja i norra delen av landet, 240 km nordost om huvudstaden Madrid. Antalet invånare är 2 674 (2024).